# Initiative populaire fédérale suisse pour l'autodétermination
L'initiative populaire « Le droit suisse au lieu de juges étrangers (initiative pour l’autodétermination) », et généralement connue sous le nom de initiative pour l’autodétermination (en allemand : Selbstbestimmungsinitiative), est une initiative populaire fédérale suisse visant à placer le droit suisse au-dessus du droit international.

## Contenu
« 
La Constitution fédérale est modifiée comme suit:
Art. 5, al. 1 et 4
1 Le droit est la base et la limite de l’activité de l’Etat. La Constitution fédérale est la source suprême du droit de la Confédération suisse.
4 La Confédération et les cantons respectent le droit international. La Constitution fédérale est placée au-dessus du droit international et prime sur celui-ci, sous réserve des règles impératives du droit international.
Art. 56a Obligations de droit international
1 La Confédération et les cantons ne contractent aucune obligation de droit international qui soit en conflit avec la Constitution fédérale.
2 En cas de conflit d’obligations, ils veillent à ce que les obligations de droit international soient adaptées aux dispositions constitutionnelles, au besoin en dénonçant les traités internationaux concernés.
3 Les règles impératives du droit international sont réservées.
Art. 190 Droit applicable
Le Tribunal fédéral et les autres autorités sont tenus d’appliquer les lois fédérales et les traités internationaux dont l’arrêté d’approbation a été sujet ou soumis au référendum.
Art. 197, ch. 121
12. Disposition transitoire ad art. 5, al. 1 et 4 (Principes de l’activité de l’Etat régi par le droit), art. 56a (Obligations de droit international) et art. 190 (Droit applicable)
À compter de la date de leur acceptation par le peuple et les cantons, les art. 5, al. 1 et 4, 56a et 190 s’appliquent à toutes les dispositions actuelles et futures de la Constitution fédérale et à toutes les obligations de droit international actuelles et futures de la Confédération et des cantons.
 »
— Comité Le droit suisse au lieu de juges étrangers, Initiative populaire « Le droit suisse au lieu de juges étrangers (initiative pour l’autodétermination) »

## Déroulement

### Contexte
Lorsqu'il est apparu que l'expulsion automatique prévue par l'initiative populaire « Pour le renvoi des étrangers criminels » (adoptée en 2010) ne pouvait pas être facilement mise en œuvre par la loi, l'Union démocratique du centre (UDC) a d'abord lancé l'initiative populaire « Pour le renvoi effectif des étrangers criminels » (rejetée en 2016). Après que le Tribunal fédéral eut signalé au Parlement qu'un automatisme sans examen au cas par cas n'est compatible ni avec la Constitution fédérale ni avec la Convention européenne des droits de l'homme, l'UDC a lancé l'idée d'une « initiative pour l’autodétermination ».
L'UDC déclare vouloir renforcer la démocratie directe et mettre un terme à la privation présumée du droit de vote. La Constitution fédérale devrait donc à l'avenir primer sur le droit international (sous réserve de dispositions impératives, telles que celles contre l'esclavage et le génocide). Pour le Tribunal fédéral, seuls les traités internationaux qui ont fait l'objet d'un référendum (par exemple, pas la Convention européenne des droits de l'homme) sont déterminants en plus des lois fédérales (mais nuancé par la pratique Schubert).

### Récolte des signatures et dépôt
La récolte de signatures commence le 10 mars 2015. L’initiative est déposée à la Chancellerie fédérale le 12 août 2016,.
L'initiative a abouti avec 116 428 signatures valables.

### Débats
Le parlement et le Conseil fédéral recommandent le rejet de l’initiative, « du fait de l’insécurité juridique, des difficultés économiques et des répercussions négatives en matière de politique extérieure qu’elle générerait ».
Selon les opposants, pour être une démocratie, il ne suffit pas de laisser la majorité du peuple décider, il faut aussi des principes fondamentaux tels que la séparation des pouvoirs, l'État de droit et le principe de proportionnalité. Ces principes sont essentiels pour permettre à la majorité d'imposer son point de vue sans opprimer les minorités.

## Votations
L’initiative a été soumise au verdict populaire le 25 novembre 2018 et a été rejetée.

## Résultats
| Pour    | Pour  | Contre    | Contre | Blancs | Nuls | Total | Inscrits | Partici- pation | Cantons pour | Cantons pour | Cantons contre | Cantons contre |
| Votes   | %     | Votes     | %      | Blancs | Nuls | Total | Inscrits | Partici- pation | Entiers      | Demi         | Entiers        | Demi           |
| ------- | ----- | --------- | ------ | ------ | ---- | ----- | -------- | --------------- | ------------ | ------------ | -------------- | -------------- |
| 872 803 | 33,75 | 1 712 999 | 66,25  |        |      |       |          | 47,7            | 0            | 0            | 20             | 6              |